# Fröbelster

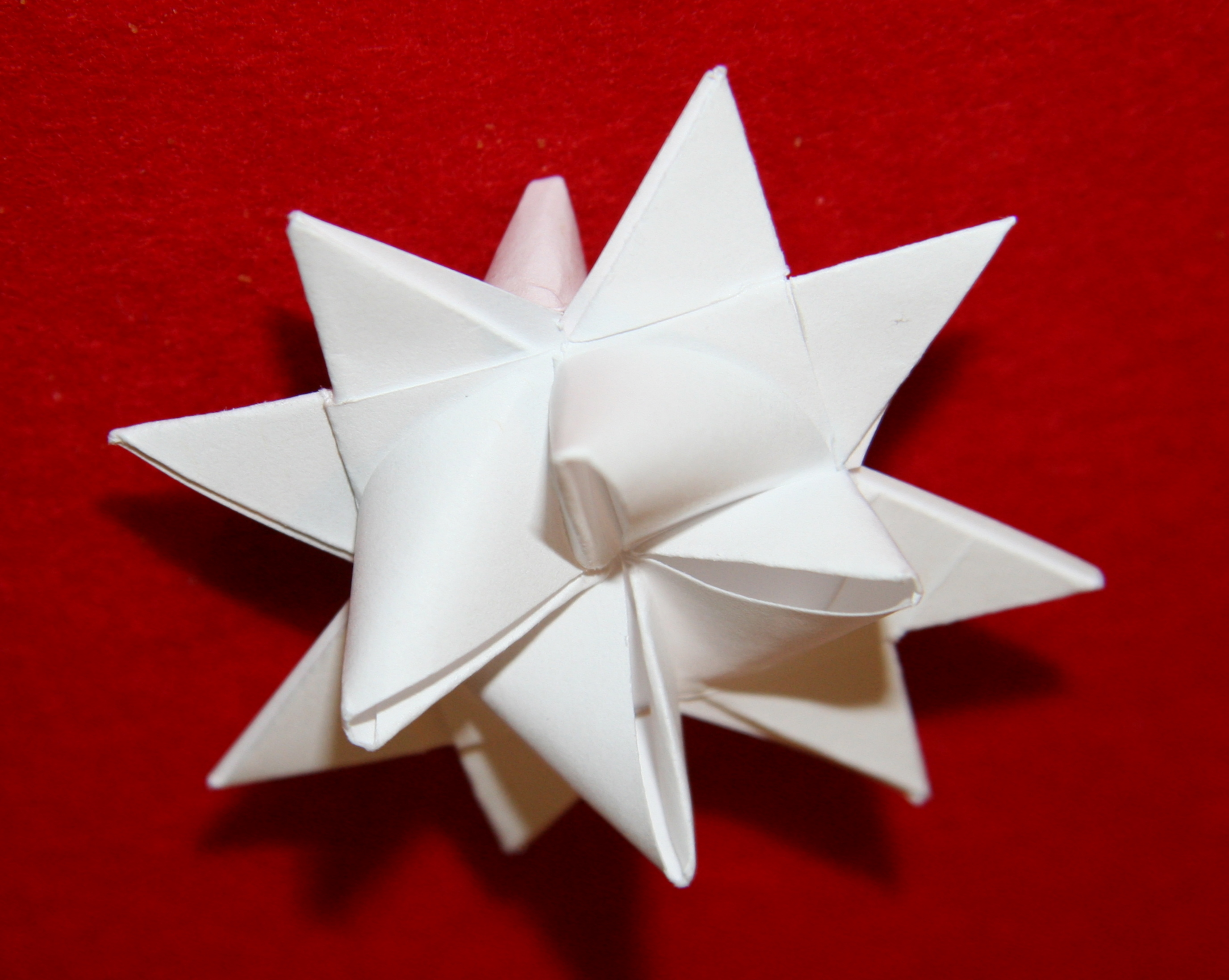
Een fröbelster

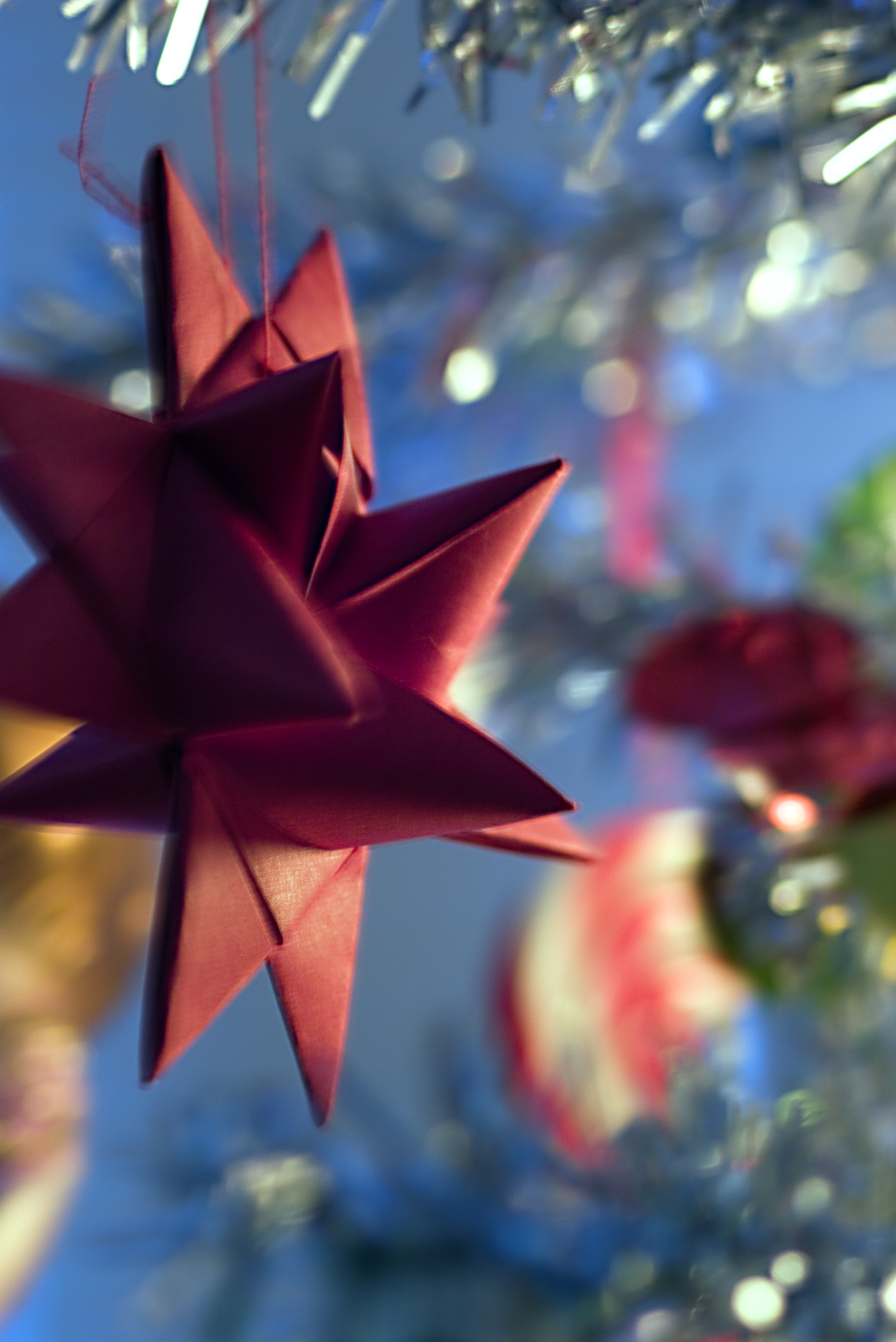
Fröbelster als onderdeel van kerstdecoratie

Een fröbelster is een kerstdecoratie gemaakt van papier en wordt voornamelijk veel gebruikt in Duitsland. 

## Omschrijving
De driedimensionale fröbelster is opgebouwd uit vier identieke stroken papier met een breedte-lengteverhouding van 1:25 tot 1:30. De procedure van het weven en vouwen kan voltooid worden in ongeveer veertig stappen. Het product is een papieren ster met acht vlakke punten en acht kegels. De montage-instructie kan halverwege afgebroken worden, wat resulteert in een tweedimensionale achtpuntige ster zonder kegels.
Het maken van fröbelsterren kent zijn oorsprong in de Duitse folklore. Traditioneel werden de sterren ondergedompeld in was en bestrooid met glitter na het vouwen. De ster kan worden beschouwd als een vorm van origami, omdat hij is gemaakt van identieke vellen papier en in elkaar gezet wordt zonder lijm. Echter, omdat vouwen met weven wordt gecombineerd is het meer een randvorm van origami.

## Geschiedenis
De fröbelster draagt de naam van de Duitse pedagoog Friedrich Fröbel (1782-1852), stichter van het kleuterschool-concept. Hij moedigde het gebruik van papier vouwen in het kleuteronderwijs aan met als doel het overbrengen van eenvoudige wiskundige concepten voor kinderen. Het is echter waarschijnlijk dat Fröbel dit onderdeel niet uitgevonden heeft en dat het al lange tijd algemeen bekend was. Fröbel populariseerde verhandelingen over activiteiten voor kinderen, waardoor een verband tussen de vouwinstructies en zijn naam gelegd is.
Beschrijvingen van hoe een fröbelster moet worden gevouwen dateren van ten minste de 19e eeuw. In Duitsland is Fröbelstern sinds de jaren 1960 de algemene benaming voor deze papieren decoratie. Ze versiert kerstbomen en kransen en er kunnen guirlandes en mobiles mee worden gemaakt. Fröbelsterren komen in Duitsland veel voor, al weten weinigen ze te vouwen.